# Lemery (Iloilo)
Lemery è una municipalità di quarta classe delle Filippine, situata nella Provincia di Iloilo, nella Regione del Visayas Occidentale.
Lemery è formata da 31 baranggay:
- Agpipili
- Alcantara
- Almeñana
- Anabo
- Bankal
- Buenavista
- Cabantohan
- Capiñahan
- Dalipe
- Dapdapan
- Gerongan
- Imbaulan
- Layogbato
- Marapal
- Milan
- Nagsulang

- Nasapahan
- Omio
- Pacuan
- Poblacion NW Zone
- Poblacion SE Zone
- Pontoc
- San Antonio
- San Diego
- San Jose Moto
- Sepanton
- Sincua
- Tabunan
- Tugas
- Velasco
- Yawyawan